# Tablă de șah
|   | a | b | c | d | e | f | g | h |   |
| 8 |   |   |   |   |   |   |   |   | 8 |
| 7 | 7 |   |   |   |   |   |   |   |   |
| 6 | 6 |   |   |   |   |   |   |   |   |
| 5 | 5 |   |   |   |   |   |   |   |   |
| 4 | 4 |   |   |   |   |   |   |   |   |
| 3 | 3 |   |   |   |   |   |   |   |   |
| 2 | 2 |   |   |   |   |   |   |   |   |
| 1 | 1 |   |   |   |   |   |   |   |   |
|   | a | b | c | d | e | f | g | h |   |

O tablă de șah este un tip de tablă de dame folosită în jocul de șah, care este constituită din 64 pătrățele (opt linii și opt coloane) aranjate în două culori alternative (una luminoasă și alta întunecată).
Culorile sunt numite „negru” și „alb” (sau „luminos” și „întunecos”), deși culorile cele mai folosite sunt verdele închis și cremul pentru tablele folosite în competiții, și umbre naturale de lemn deschis și închis pentru tablele de acasă. Materialele variază; pe când tablele de lemn sunt folosite în competiții de nivel superior, cele din plastic și carton sunt comune pentru partide de nivel inferior și pentru joc neoficial. Cele fabricate din sticla decorativă și tablele din marmură sunt existente, dar nu sunt acceptate în concursuri.
Tabla este structurată similar cu cea folosită la jocul dame. Unele seturi ieftine (în special cele vândute în magazinele de jucării) folosesc pătrate roșii și negre și includ piese pentru ambele jocuri; deși bune pentru jocuri neoficial, acceste table nu sunt acceptate în concursuri, depinzând de regulile competiției sau standardele de echipament.
O tablă de șah este plasată astfel încât pătratul din dreapta jucătorului este unul alb.  Mărimea unei table de șah este alesă după mărimea pieselor de șah folosite, și cu pătrate de mărimi între 50mm și 65mm în mărime (2.0 până la 2.5 inch).
Coloanele sunt de două feluri: pe orizontală cu litere de la a la h de la stânga la dreapta din poziția jucătorului cu piese albe și cele pe verticală sunt marcate cu numere de la 1 to 8, 1 fiind mai aproape de jucătorul cu piese albe. Aceasta este o definire standard numită notație algebrică.

## Imagini

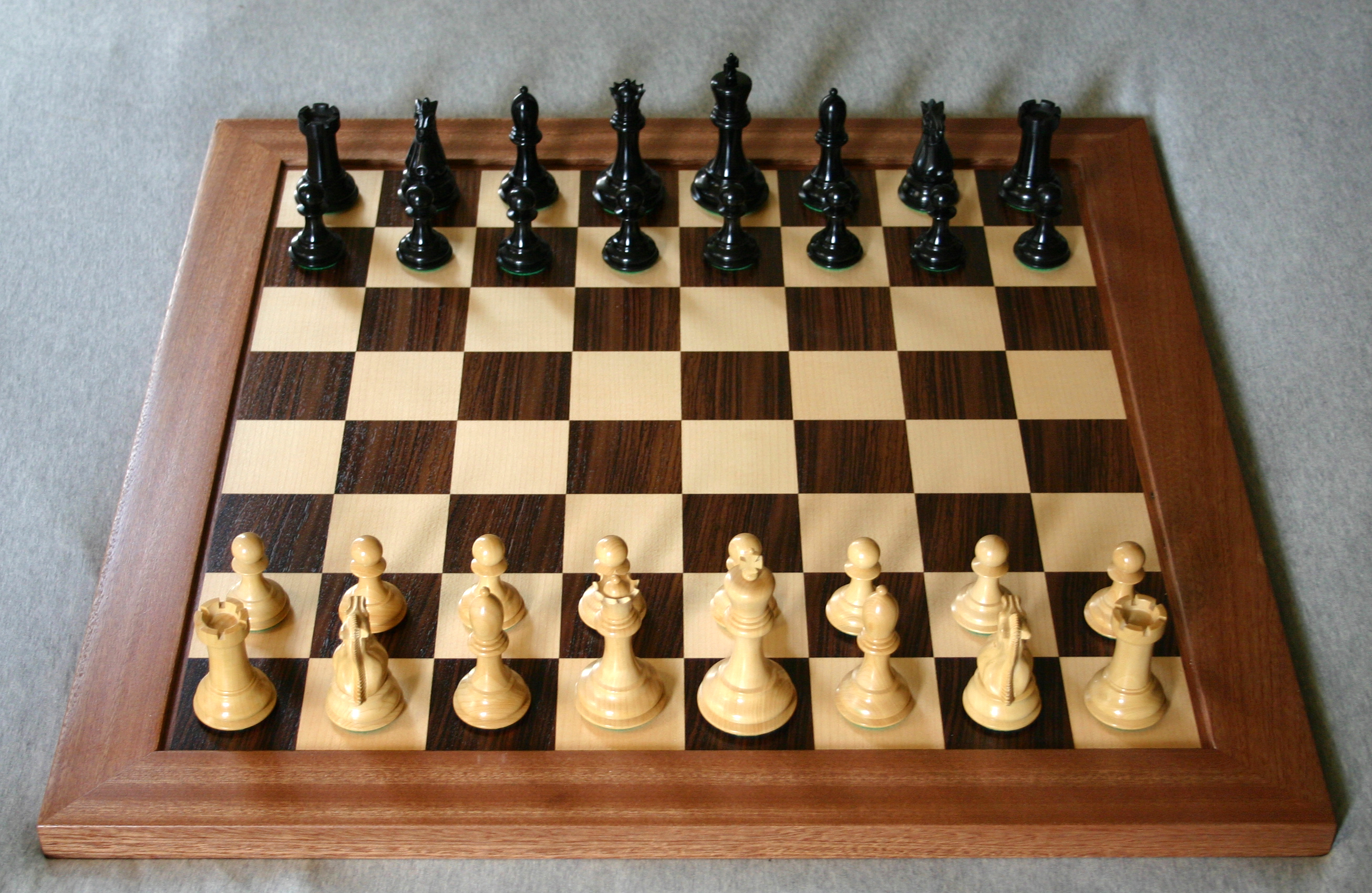
Tablă de şah cu setul de piese Staunton.
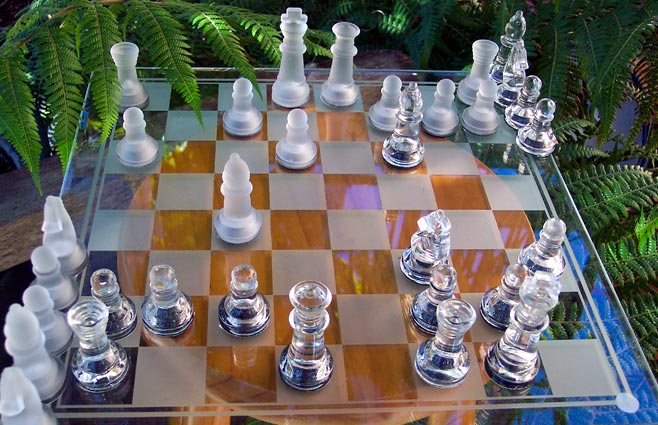
O tablă de şah cu piese, făcute din sticlă
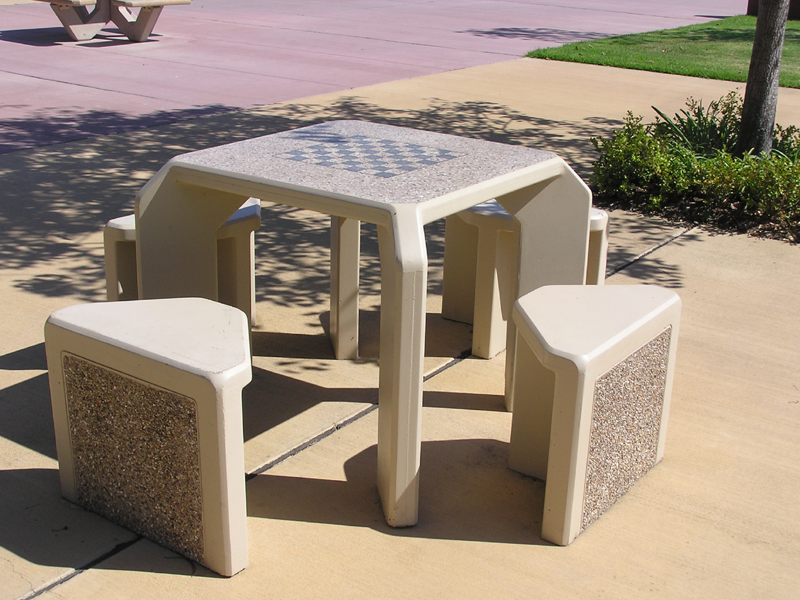
O tablă de şah este des pictată sau gravată pe o masă de şah
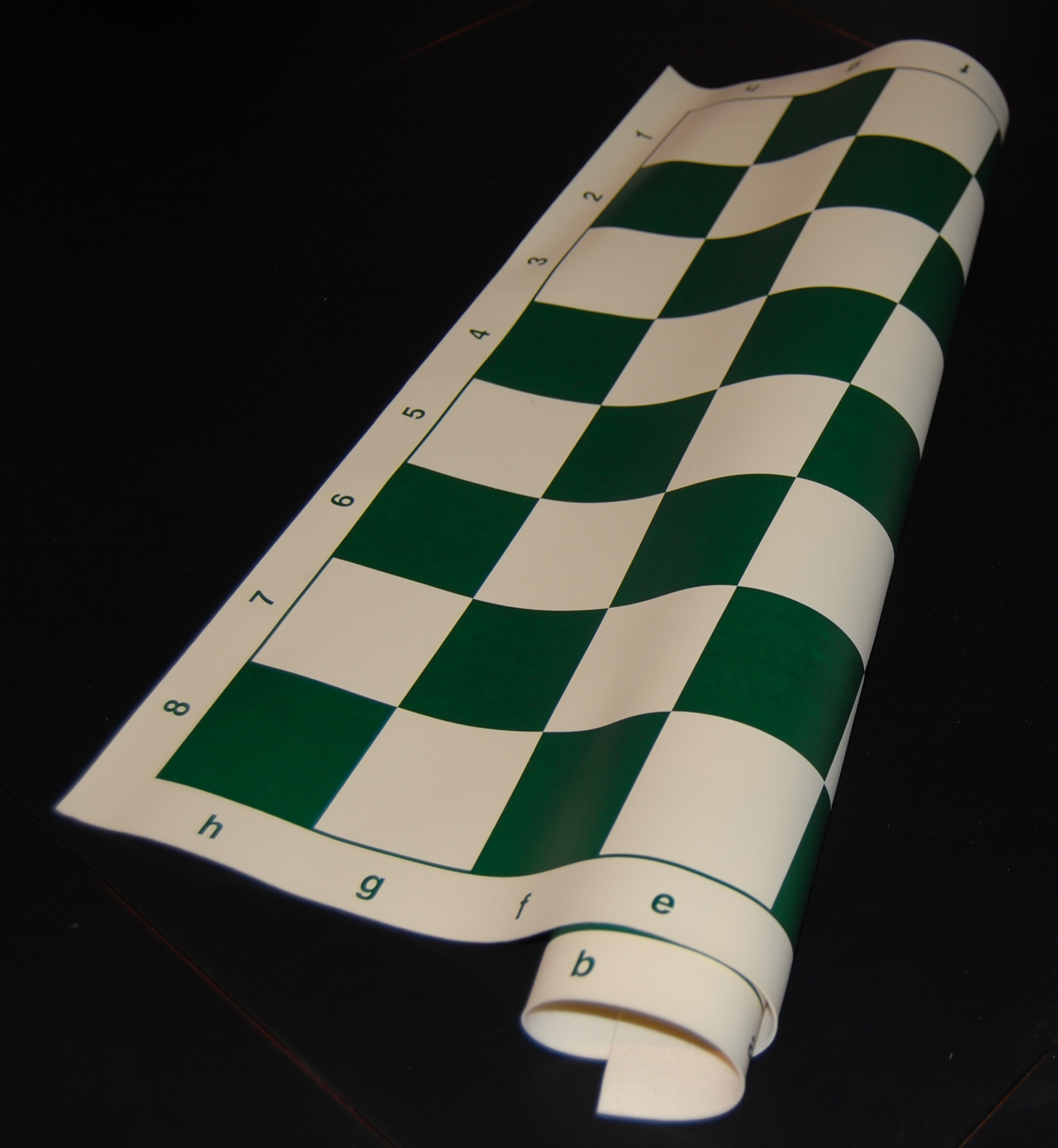
O tablă de şah din vinil, uşor de purtat.
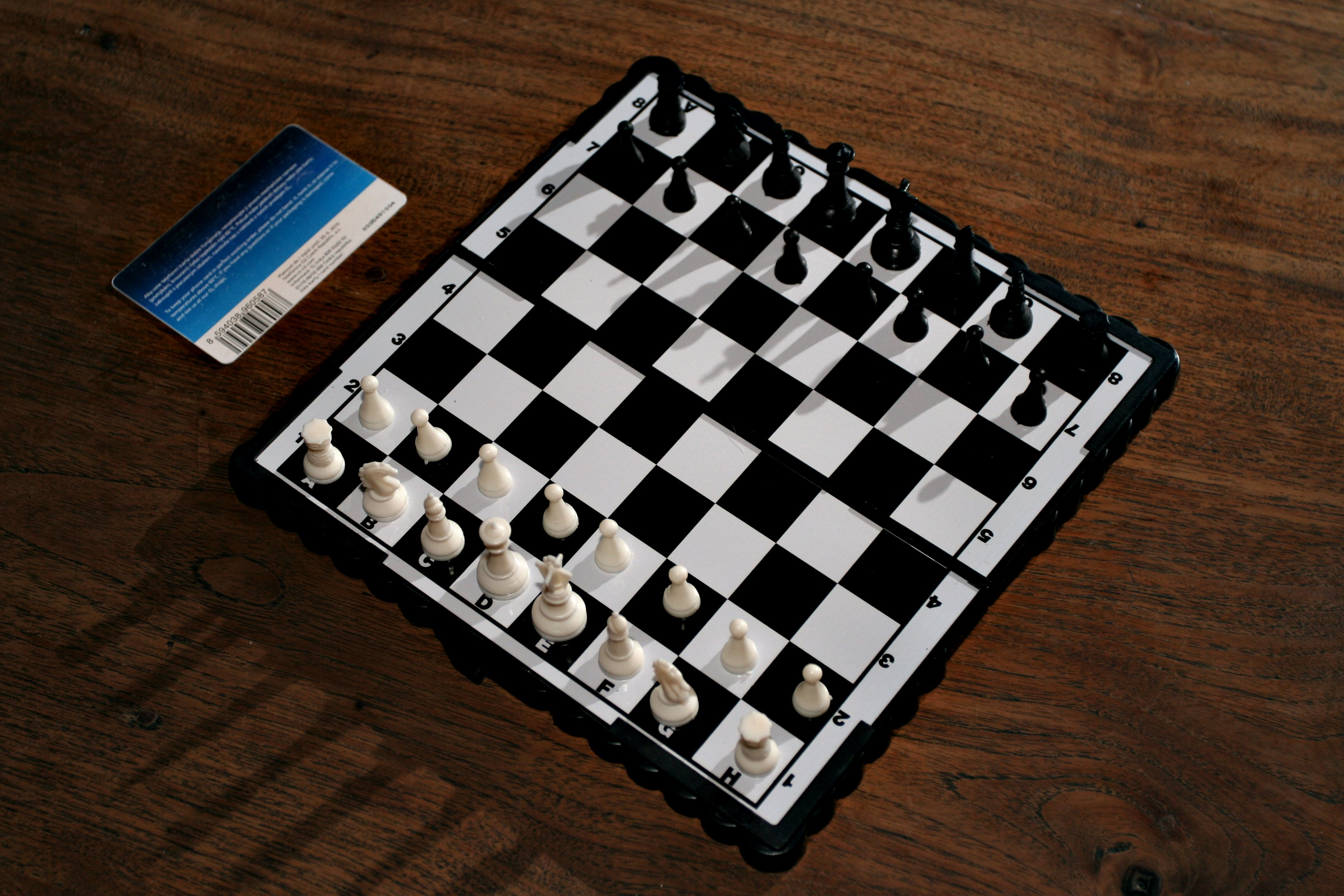
Tablă de şah de la magazinul de jucării
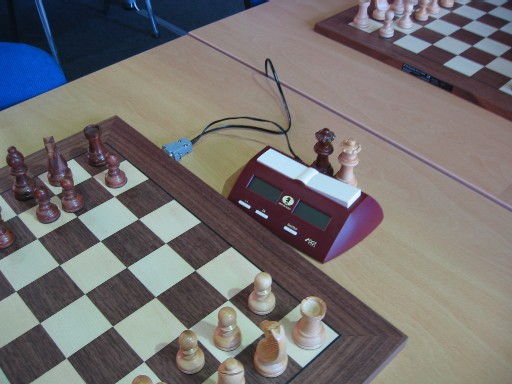
Ceas electronic pentru concursurile de şah